# Hong Kong Open 1996
L'Hong Kong Open 1996 è stato un torneo di tennis giocato sul cemento.  
È stata la 21ª edizione dell'Hong Kong Open che fa parte della categoria World Series nell'ambito dell'ATP Tour 1996.
Si è giocato a Hong Kong dall'8 al 14 aprile 1996.

## Campioni

### Singolare
Pete Sampras ha battuto in finale  Michael Chang con il punteggio di 6–4, 3–6, 6–4

### Doppio
Patrick Galbraith /  Andrej Ol'chovskij hanno battuto in finale  Kent Kinnear /  Dave Randall con il punteggio di 6–3 6–7, 7–6